# Orimarga horai
Orimarga horai är en tvåvingeart som beskrevs av Alexander 1927. Orimarga horai ingår i släktet Orimarga och familjen småharkrankar. Inga underarter finns listade i Catalogue of Life.